# Krypteja
Krypteja (κρυπτεία) - z greckiego kryptoi (κρυπτοι - ukrywający, kryjący się) lp. kryptos κρυπτός - rodzaj próby, której poddawano najlepszych uczniów agoge (pełnego wychowania spartańskiego). Obejmował on najlepszych z grupy młodzieńców (tzw. ejreni).  Najczęściej pozostawiano ich w lasach lub górach, bez odzienia i żywności, zaopatrzonych tylko w sztylet. Młodzi wojownicy atakowali wioski helotów, dokonywali na nich rzezi i zabierali wszystko, co jest potrzebne do przetrwania. Ci, którym udało się przetrwać, stanowili elitę spartańskiej armii. Była to sztuka przetrwania zaadaptowana do celów zastraszenia.